# Craigmillar Castle
Craigmillar Castle är en borgruin i Storbritannien. Den ligger i kommunen City of Edinburgh i Skottland, 4 km sydost om Edinburgh. 
Craigmillar Castle ligger 83 meter över havet. Runt Craigmillar Castle är det tätbefolkat, med 636 invånare per kvadratkilometer.